# Steenbergen-Zuid

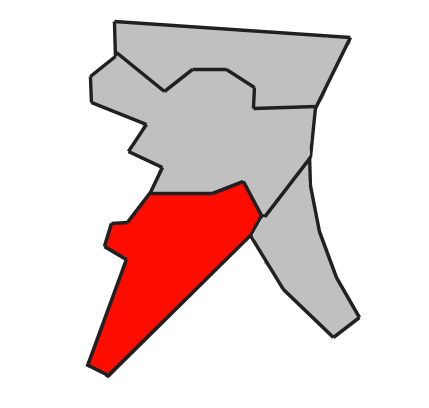
Locatie van Steenbergen-Zuid.

Steenbergen-Zuid is een wijk in de Nederlandse stad Steenbergen.

## Beschrijving
Steenbergen-Zuid omvat alle bebouwing die zich ten zuiden van de Ravelijnstraat bevindt. De wijk grenst aan Steenbergen-Centrum en Welberg.
Met meer dan 4000 inwoners is Steenbergen-Zuid de grootste wijk naar aantal inwoners. De wijk is grotendeels in de jaren 60 en 70 van de vorige eeuw aangelegd. Ten oosten van de Oudlandsestraat hebben vrijwel alle straten namen die te maken hebben met bloemen, ten westen van deze straat hebben de meeste namen die geïnspireerd zijn op de geschiedenis van Steenbergen. In het oosten van de wijk bevinden zich de voetbalvelden van VV Steenbergen en het gemeentelijk sportpark. Ook staat in het oostelijke deel van de wijk de Vredeskerk.